# Élections législatives de 1988 dans l'Indre
Les élections législatives françaises de 1988 se déroulent les 5 et 5 juin 1988. Dans le département de l'Indre, trois députés sont à élire dans le cadre de trois circonscriptions.

## Élus
| Circonscription | Député sortant        | Parti                 | Parti                 | Député élu ou réélu  | Parti | Parti |
| --------------- | --------------------- | --------------------- | --------------------- | -------------------- | ----- | ----- |
| 1re             | Scrutin proportionnel | Scrutin proportionnel | Scrutin proportionnel | Jean-Yves Gateaud    |       | PS    |
| 2e              | Scrutin proportionnel | Scrutin proportionnel | Scrutin proportionnel | André Laignel        |       | PS    |
| 3e              | Scrutin proportionnel | Scrutin proportionnel | Scrutin proportionnel | Jean-Paul Chanteguet |       | PS    |

## Positionnement des partis
L'UDF et le RPR se présentent unis sous l'étiquette « Union du Rassemblement et du Centre » tandis que les candidats du Parti socialiste se rangent sous la bannière de la « Majorité présidentielle pour la France unie », slogan de la campagne présidentielle de François Mitterrand.

## Résultats

### Résultats à l'échelle du département
| Parti          | Parti                               | Premier tour | Premier tour | Second tour | Second tour | Sièges |
| Parti          | Parti                               | Voix         | %            | Voix        | %           | Sièges |
| -------------- | ----------------------------------- | ------------ | ------------ | ----------- | ----------- | ------ |
|                | Parti socialiste                    | 55 075       | 44,53        | 76 668      | 56,76       | 3      |
|                | La France Unie                      | 55 075       | 44,53        | 76 668      | 56,76       | 3      |
|                |                                     |              |              |             |             |        |
|                | Rassemblement pour la République    | 29 631       | 23,96        | 37 409      | 27,69       | 0      |
|                | Union pour la démocratie française  | 15 971       | 12,91        | 21 008      | 15,55       | 0      |
|                | Union du Rassemblement et du Centre | 45 602       | 36,87        | 58 417      | 43,24       | 0      |
|                |                                     |              |              |             |             |        |
|                | Parti communiste français           | 12 992       | 10,51        |             |             | 0      |
|                | Front national                      | 8 620        | 6,97         | 0           |             |        |
|                | Extrême gauche                      | 1 380        | 1,12         | 0           |             |        |
|                |                                     |              |              |             |             |        |
| Inscrits       | Inscrits                            | 181 882      | 100,00       | 181 285     | 100,00      | 3      |
| Abstentions    | Abstentions                         | 54 907       | 30,19        | 42 223      | 23,29       |        |
| Votants        | Votants                             | 126 975      | 69,81        | 139 062     | 76,71       |        |
| Blancs et nuls | Blancs et nuls                      | 3 306        | 2,6          | 3 977       | 2,86        |        |
| Exprimés       | Exprimés                            | 123 669      | 97,4         | 135 085     | 97,14       |        |

### Résultats par circonscription

#### Première circonscription (Châteauroux)
| Candidat       | Candidat                | Parti          | Premier tour | Premier tour | Second tour | Second tour |  |
| Candidat       | Candidat                | Parti          | Voix         | %            | Voix        | %           |  |
| -------------- | ----------------------- | -------------- | ------------ | ------------ | ----------- | ----------- |  |
|                | Michel Aurillac sortant | RPR (URC)      | 14 594       | 41,33        | 18 170      | 46,90       |  |
|                | Jean-Yves Gateaud élu   | PS             | 12 750       | 36,11        | 20 570      | 53,09       |  |
|                | Émile Legresy           | PCF            | 4 000        | 11,33        |             |             |  |
|                | Jean-Pierre Emily       | FN             | 2 580        | 7,30         |             |             |  |
|                | Jean Delavergne         | Extrême gauche | 1 380        | 3,90         |             |             |  |
|                |                         |                |              |              |             |             |  |
| Inscrits       | Inscrits                | Inscrits       | 53 750       | 100,00       | 53 732      | 100,00      |  |
| Abstentions    | Abstentions             | Abstentions    | 17 547       | 32,65        | 13 803      | 25,69       |  |
| Votants        | Votants                 | Votants        | 36 203       | 67,35        | 39 929      | 74,31       |  |
| Blancs et nuls | Blancs et nuls          | Blancs et nuls | 899          | 2,48         | 1 189       | 2,98        |  |
| Exprimés       | Exprimés                | Exprimés       | 35 304       | 97,52        | 38 740      | 97,02       |  |

#### Deuxième circonscription (Issoudun)
| Candidat       | Candidat                    | Parti          | Premier tour | Premier tour | Second tour | Second tour |  |
| Candidat       | Candidat                    | Parti          | Voix         | %            | Voix        | %           |  |
| -------------- | --------------------------- | -------------- | ------------ | ------------ | ----------- | ----------- |  |
|                | André Laignel sortant réélu | PS             | 22 190       | 48,40        | 28 945      | 57,95       |  |
|                | André Advenier              | UDF (URC)      | 15 971       | 34,83        | 21 008      | 42,05       |  |
|                | Marcel Foulon               | PCF            | 4 639        | 10,11        |             |             |  |
|                | Lucien Ferrer               | FN             | 3 045        | 6,64         |             |             |  |
|                |                             |                |              |              |             |             |  |
| Inscrits       | Inscrits                    | Inscrits       | 66 804       | 100,00       | 66 244      | 100,00      |  |
| Abstentions    | Abstentions                 | Abstentions    | 19 793       | 29,63        | 14 867      | 22,44       |  |
| Votants        | Votants                     | Votants        | 47 011       | 70,37        | 51 377      | 77,56       |  |
| Blancs et nuls | Blancs et nuls              | Blancs et nuls | 1 166        | 2,48         | 1 424       | 2,77        |  |
| Exprimés       | Exprimés                    | Exprimés       | 45 845       | 97,52        | 49 953      | 97,23       |  |

#### Troisième circonscription (Le Blanc)
| Candidat       | Candidat                 | Parti          | Premier tour | Premier tour | Second tour | Second tour |  |
| Candidat       | Candidat                 | Parti          | Voix         | %            | Voix        | %           |  |
| -------------- | ------------------------ | -------------- | ------------ | ------------ | ----------- | ----------- |  |
|                | Jean-Paul Chanteguet élu | PS             | 20 135       | 47,35        | 27 153      | 58,52       |  |
|                | Henri Louet sortant      | RPR (URC)      | 15 037       | 35,36        | 19 239      | 41,47       |  |
|                | Guylaine Debout          | PCF            | 4 353        | 10,23        |             |             |  |
|                | Armelle Gantier          | FN             | 2 995        | 7,04         |             |             |  |
|                |                          |                |              |              |             |             |  |
| Inscrits       | Inscrits                 | Inscrits       | 61 328       | 100,00       | 61 309      | 100,00      |  |
| Abstentions    | Abstentions              | Abstentions    | 17 567       | 28,64        | 13 553      | 22,11       |  |
| Votants        | Votants                  | Votants        | 43 761       | 71,36        | 47 756      | 77,89       |  |
| Blancs et nuls | Blancs et nuls           | Blancs et nuls | 1 241        | 2,84         | 1 364       | 2,86        |  |
| Exprimés       | Exprimés                 | Exprimés       | 42 520       | 97,16        | 46 392      | 97,14       |  |